# Championnat du Cameroun de football 2005
Navigation
Saison précédente Saison suivante
La saison 2005 du Championnat du Cameroun de football était la 45e édition de la première division camerounaise, la MTN Elite 1. Le championnat change de formule cette année : les 18 équipes sont regroupées au sein d'une poule unique où chaque formation rencontre tous ses adversaires 2 fois, à domicile et à l'extérieur. Le championnat repasse de 18 à 16 clubs la saison prochaine : il y a donc 4 relégations directes et 2 places en D1 après barrages de promotion-relégation.
C'est le Cotonsport Garoua, double champion en titre,  qui termine une nouvelle fois en tête du championnat cette année. C'est le 6e titre de champion de son histoire. Les 4 clubs promus réalisent une saison exceptionnelle puisqu'ils terminent tous parmi les 6 premiers ! L'Aigle royal de la Menoua se qualifie pour la Ligue des champions et l'équipe d'Astres FC pour la Coupe de la CAF.

## Les 18 clubs participants
| - Cotonsport Garoua - Tonnerre Yaoundé - Canon Yaoundé - Union Douala - PWD Bamenda - Espérance Guider - Astres FC - Promu de D2 - Sable Batié - Kadji Sport Academies | - Unisport Bafang - Aigle royal de la Menoua - Promu de D2 - Racing Club Bafoussam - Sahel FC - Promu de D2 - Fovu Baham - Bamboutos Mbouda - Mount Cameroun - Foudre Sportive d'Akonolinga - Promu de D2 - Université Ngaoundéré |

## Compétition

### Classement
Le barème pour établir le classement est le suivant : 
- Victoire : 3 points
- Match nul : 1 point
- Défaite, abandon ou forfait : 0 point

| Rang | Équipe                        | Pts | J  | G  | N  | P  | Bp | Bc | Diff |
| ---- | ----------------------------- | --- | -- | -- | -- | -- | -- | -- | ---- |
| 1    | Cotonsport GarouaT            | 71  | 34 | 20 | 11 | 3  | 47 | 18 | +29  |
| 2    | Aigle royal de la MenouaP     | 53  | 34 | 15 | 8  | 11 | 36 | 29 | +7   |
| 3    | Astres FCP                    | 51  | 34 | 14 | 9  | 11 | 47 | 41 | +6   |
| 4    | Fovu Baham                    | 51  | 34 | 13 | 12 | 9  | 38 | 33 | +5   |
| 5    | Sahel FCP                     | 50  | 34 | 15 | 7  | 12 | 38 | 37 | +1   |
| 6    | Foudre Sportive d'AkonolingaP | 50  | 34 | 14 | 8  | 12 | 43 | 33 | +10  |
| 7    | Canon Yaoundé                 | 49  | 34 | 13 | 12 | 9  | 38 | 29 | +9   |
| 8    | Sable Batié                   | 49  | 34 | 12 | 13 | 9  | 37 | 29 | +8   |
| 9    | Espérance Guider              | 45  | 34 | 12 | 9  | 13 | 30 | 34 | -4   |
| 10   | Bamboutos Mbouda              | 44  | 34 | 12 | 8  | 14 | 31 | 27 | +4   |
| 12   | Racing Bafoussam              | 44  | 34 | 11 | 11 | 12 | 23 | 30 | -7   |
| 11   | Kadji Sport Academies         | 43  | 34 | 12 | 7  | 15 | 45 | 52 | -7   |
| 13   | Union Douala                  | 41  | 34 | 11 | 8  | 15 | 43 | 43 | 0    |
| 14   | Mount Cameroun                | 41  | 34 | 9  | 14 | 11 | 27 | 27 | 0    |
| 15   | PWD Bamenda                   | 40  | 34 | 9  | 13 | 12 | 22 | 37 | -15  |
| 16   | Tonnerre Yaoundé              | 38  | 34 | 10 | 9  | 15 | 32 | 40 | -8   |
| 17   | Université Ngaoundéré         | 33  | 34 | 7  | 12 | 15 | 23 | 40 | -17  |
| 18   | Unisport Bafang               | 29  | 34 | 6  | 11 | 17 | 27 | 48 | -21  |

|  | Qualifié pour la Ligue des champions de la CAF 2006 |
|  | Qualifié pour la Coupe de la CAF 2006               |
|  | Qualifié pour la Coupe UNIFFAC des clubs 2006       |
|  | Participation à la poule de relégation              |
|  | Relégué en deuxième division                        |

## Bilan de la saison
| Championnat du Cameroun de football 2005 |                              |
| Champion                                 | Cotonsport Garoua (6e titre) |
| Coupes et trophées                       |                              |
| Vainqueur de la Coupe du Cameroun 2005   | Impôts FC Yaoundé (D2)       |
| Qualifications continentales             |                              |
| Ligue des champions de la CAF 2006       | Cotonsport Garoua            |
| Ligue des champions de la CAF 2006       | Aigle royal de La Menoua     |
| Coupe de la confédération 2006           | Les Astres FC                |
| Coupe de la confédération 2006           | Impôts FC Yaoundé            |
| Coupe UNIFFAC des clubs 2006             | Fovu Baham                   |
| Promotions et relégations                |                              |
| Promus en MTN Elite One                  | Impôts FC Yaoundé            |
| Promus en MTN Elite One                  | Fédéral Sporting FC du Noun  |
| Relégués en MTN Elite Two                | PWD Bamenda                  |
| Relégués en MTN Elite Two                | Tonnerre Yaoundé             |
| Relégués en MTN Elite Two                | Université Ngaoundéré        |
| Relégués en MTN Elite Two                | Unisport Bafang              |